# Liste d'élections en 1965
Chronologie des élections
- 1961
- 1962
- 1963
- 1964
- 1965
- 1966
- 1967
- 1968
- 1969

Cette liste recense les élections organisées durant l'année 1965. Elle inclut les élections législatives et présidentielles nationales dans les États souverains, ainsi que les principaux référendums.
Quatre États démocratiques indépendants connaissent une alternance au pouvoir cette année-là. Au Ceylan, la gauche cède le pouvoir aux conservateurs à la suite des élections législatives du mois de mars. En Norvège, les partis d’opposition de droite et de centre-droit s’unissent pour former un gouvernement de coalition après les élections législatives en septembre. En Turquie, les kémalistes du Parti républicain, au pouvoir, s’inclinent lors des élections législatives en octobre, remportées par les conservateurs du Parti de la justice. Aux Philippines, les libéraux, qui détenaient la présidence mais pas le parlement, remportent la majorité à la Chambre des représentants, mais perdent la présidence de la République au profit des nationalistes. C’est le début de la longue période du gouvernement de Ferdinand Marcos.
La décolonisation se poursuit : le Bechuanaland (protectorat britannique) et le Basutoland (colonie britannique) élisent de manière démocratique, respectivement en mars et en avril, le gouvernement qui les mènera à l’indépendance. De même les îles Cook, territoire sous souveraineté néo-zélandaise, élisent en avril une assemblée qui valide un nouveau statut d’autonomie pour le pays.
Comme à l’accoutumée, les élections dans le bloc de l’Est se déroulent à parti unique : Les citoyens sont officiellement invités à approuver les candidats proposés par le parti communiste. C’est le cas en Roumanie (mars) et en Pologne (mai). De même, parmi les quinze États africains indépendants qui organisent des élections législatives ou présidentielle en 1965, dix le font dans le cadre d’un régime à parti unique, qu’il soit de droite ou de gauche. 

## Par mois

### Janvier
| Date      | Pays     | Élections      | Contexte | Résultats |
| --------- | -------- | -------------- | --- | --- |
| 2 janvier | Pakistan | Présidentielle | L'élection fait suite au coup d'État militaire de 1958. En vertu de la nouvelle Constitution qui en résulte, seuls 80 000 « grands électeurs » ont le droit de vote. | Muhammad Ayub Khan (parti Ligue musulmane pour la convention : droite), auteur du coup d'État, remporte le scrutin avec 64 % des voix, devant trois autres candidats dont notamment Fatima Jinnah (sans étiquette), sœur du « père de la nation » Ali Jinnah. |

### Février
| Date       | Pays     | Élections    | Contexte | Résultats |
| ---------- | -------- | ------------ | --- | --- |
| 16 février | Honduras | Législatives | Élection d'une assemblée constituante. Le pays à cette date est une dictature militaire, à la suite du coup d'État de 1963. | Le Parti national (droite) remporte une majorité absolue des sièges. L'assemblée confirme le colonel Oswaldo López Arellano au poste de président de la République. |

### Mars
| Date     | Pays                           | Élections                      | Contexte | Résultats |
| -------- | ------------------------------ | ------------------------------ | --- | --- |
| 1er mars | Bechuanaland                   | Législatives                   | Ces élections préparent ce protectorat britannique à l'indépendance. | Le Parti démocratique (centre-droit) remporte la quasi-totalité des sièges. Seretse Khama devient premier ministre, et mène le pays à l'indépendance en 1966. |
| 1er mars | Honduras britannique           | Législatives                   | Ces élections font suite à l'obtention de l'autonomie pour cette colonie britannique. | Le Parti uni du peuple (centre-gauche, chrétien-démocrate) conserve une large majorité absolue des sièges. George Cadle Price demeure premier ministre. |
| 7 mars   | Chili                          | Législatives                   | | Alternance. Le Parti démocrate-chrétien (centriste, catholicisme social) remporte une majorité absolue des sièges à la Chambre des députés, et une majorité relative au Sénat. Cette victoire fait suite à celle du chrétien-démocrate Eduardo Frei Montalva à l'élection présidentielle de 1964. |
| 7 mars   | Roumanie                       | Législatives                   | La Roumanie à cette date est un État à coalition unique. Les citoyens sont invités à voter pour ou contre une liste unique de candidats présentés par le Front démocratique populaire, dominé par le Parti communiste.                                                             | Les candidats du Front sont élus avec officiellement 99,9 % de suffrages favorables. Ion Gheorghe Maurer (Parti communiste) demeure premier ministre. |
| 10 mars  | Rwanda                         | Législatives et présidentielle | Premières élections après l'indépendance du pays en 1962 ; les précédentes élections législatives avaient eu lieu en 1961. Le Rwanda à cette date est un État à parti unique. Les citoyens sont appelés à approuver les candidats présentés par le parti.                          | Les candidats du Parti pour l'émancipation hutu (Parmehutu ; nationalisme ethnique) sont approuvés officiellement par 97,8 % des voix, et obtiennent tous les sièges à l'Assemblée nationale. Seul candidat à l'élection présidentielle, Grégoire Kayibanda (Parmehutu) est élu avec officiellement un taux d'approbation de 98,0 %. Son gouvernement met en place une politique de 'discrimination positive' pour favoriser l'accès des Hutu (longtemps marginalisés) à l'enseignement secondaire et supérieur, et aux emplois dans le service public. |
| 14 mars  | Argentine                      | Législatives                   | Malgré les pressions de l'armée, le président Arturo Illia refuse d'interdire le parti d'opposition Union populaire (péroniste). | Congrès sans majorité. L'Union populaire termine deuxième, avec plus d'un quart des sièges, derrière l'Union civique radicale (social-libérale), qui conserve sa majorité relative des sièges. |
| 15 mars  | République arabe unie (Égypte) | Présidentielle                 | L'élection est un plébiscite. Les citoyens sont invités à voter pour ou contre la réélection du président sortant. L'Égypte à cette date est un État à parti unique. | Le président Gamal Abdel Nasser (Union socialiste arabe : socialisme arabe, nassérisme) est réélu avec officiellement 100 % de suffrages favorables (très exactement, 99,992 %). |
| 22 mars  | Ceylan                         | Législatives                   | | Parlement sans majorité. Alternance. Le Parti national uni (conservateur) devance le Parti de la liberté (gauche) jusque-là au pouvoir, et forme un gouvernement de coalition avec le Parti fédéral (tamoul). Dudley Senanayake (PNU) devient premier ministre. |
| 23 mars  | Cameroun                       | Présidentielle                 | | Le président Ahmadou Ahidjo (Union camerounaise), seul candidat, remporte automatiquement l'élection avec 100 % des voix. Le taux de participation est néanmoins officiellement de 95,1 %. |
| 30 mars  | Madagascar                     | Présidentielle                 | Première élection présidentielle après l'indépendance du pays en 1965. | Le président Philibert Tsiranana (Parti social-démocrate : centre-gauche) remporte l'élection avec 97,2 % des voix, devant deux autres candidats. Des élections législatives ont lieu en août. |
| mars     | Brunei                         | Législatives                   | Brunei à cette date est un État autonome sous protectorat britannique. Ce sont les premières élections législatives de son histoire. Dix des vingt-et-un membres du Conseil législatif sont élus par le peuple ; les autres sont nommés par le sultan, ou bien siègent ex officio. | La plupart des députés sont élus sans étiquette. Le sultan Omar Ali Saifuddien III refuse toutefois d'intégrer des députés élus à son gouvernement. En 1970, le nouveau sultan Hassanal Bolkiah abroge toute élection, et gouverne par décret, en monarque absolu. Les élections législatives de 1965 demeurent les seules de l'histoire du pays à ce jour. |

### Avril
| Date                | Pays                         | Élections      | Contexte | Résultats |
| ------------------- | ---------------------------- | -------------- | --- | --- |
| 7 avril             | Irlande                      | Législatives   | | Le parti Fianna Fáil (centre-droit), qui gouvernait avec une majorité relative des sièges, remporte cette fois de justesse la majorité absolue. Seán Lemass demeure premier ministre. |
| 20 avril            | Îles Cook                    | Législatives   | Les îles Cook sont un territoire sous souveraineté néo-zélandaise. Ces élections visent à produire une assemblée législative qui approuvera une Constitution conférant un statut d'autonomie au pays. | Le Parti des îles Cook (centriste, progressiste) remporte une majorité absolue des sièges. Les îles Cook deviennent un État autonome le 4 août. Albert Henry devient premier ministre. |
| 29 avril            | Basutoland                   | Législatives   | Ces élections préparent cette colonie britannique à l'indépendance. | Alternance. Le Parti national (centre-droit) remporte de justesse une majorité absolue des sièges, devançant le Parti du congrès (gauche, panafricaniste). Leabua Jonathan devient premier ministre, et mène le pays à l'indépendance en 1966. |
| 18 mars au 30 avril | République du Congo-Kinshasa | Parlementaires | | Parlement sans majorité. La nouvelle alliance Convention nationale remporte une majorité relative, avec toutefois moins d'un quart des sièges. C'est néanmoins Évariste Kimba, du Front démocratique, qui est nommé premier ministre par le président Joseph Kasa-Vubu. Joseph Mobutu, chef d'état-major de l'armée, prend le pouvoir par un coup d'État en novembre, instaurant une dictature à parti unique. |

### Mai
| Date              | Pays            | Élections      | Contexte | Résultats |
| ----------------- | --------------- | -------------- | --- | --- |
| 7 mai             | Rhodésie du Sud | Législatives   | Dans cet État autonome membre de l'Empire britannique, le suffrage censitaire s'applique. Seules les personnes ayant un certain niveau d'éducation ou de revenu peuvent voter. Le modèle d'attribution des sièges garantit par ailleurs que la majorité noire de la population soit nettement minoritaire. La plupart des noirs boycottent le scrutin. | Le Front rhodésien (droite), parti qui prône le maintien d'un gouvernement blanc, conserve la majorité absolue des sièges, devant le Parti rhodésien (centriste, favorable à la participation des noirs à la vie politique du pays). Ian Smith demeure premier ministre. Le 11 novembre, son gouvernement déclare unilatéralement l'indépendance du pays, afin d'empêcher le Royaume-Uni d'accorder davantage de droits politiques à la majorité noire. Pour cette raison, le nouvel État n'est reconnu ni par le Royaume-Uni, ni par la communauté internationale. |
| 21 avril et 8 mai | Soudan          | Législatives   | Le pays étant en guerre civile, les sièges réservés aux élus du sud du pays ne sont pourvus qu'en mars et avril 1967. | Parlement sans majorité. Le Parti national de l'oumma (centriste, musulman-démocrate) conserve la majorité relative des sièges. Muhammad Ahmad Mahgoub (Parti de l'oumma) devient premier ministre. |
| 8 mai             | Libye           | Législatives   | Élections anticipées, à la suite de la dissolution du Parlement par le roi Idris après les élections de 1964. | Les partis politiques étant interdits, tous les candidats sont élus sans étiquette. Afin de garantir la victoire des candidats pro-gouvernementaux, le contenu des urnes est falsifié par la police. |
| 9 mai             | Mauritanie      | Législatives   | La Mauritanie à cette date est un État à parti unique. | Seul autorisé à présenter des candidats, le Parti du peuple (rassemblant différents courants, des conservateurs aux socialistes) remporte tous les sièges, avec officiellement un taux d'approbation de 99,6 %. |
| 10 mai            | Burundi         | Législatives   | Premières élections après l'indépendance du pays en 1962. Les précédentes avaient eu lieu en 1961. Le premier ministre Pierre Ngendandumwe (Union pour le progrès national), un Hutu, a été assassiné le 15 janvier par un Tutsi rwandais. | L'Union pour le progrès national conserve la majorité absolue des sièges. Joseph Bamina (UPN), un Hutu, demeure premier ministre. Une tentative de coup d'État militaire par des officiers hutus en octobre échoue. L'année suivante, le Tutsi Michel Micombero renverse le roi tutsi Ntare V, et proclame une république qui devient une dictature. Il n'y a plus d'autre élection avant 1982. |
| 23 mai            | Autriche        | Présidentielle | Élection anticipée à la suite de la mort du président Adolf Schärf (SPÖ). | Franz Jonas (Parti socialiste : SPÖ) est élu avec 50,7 % des voix face à Alfons Gorbach (Parti populaire : ÖVP, chrétien-démocrate, conservateur). |
| 23 mai            | Belgique        | Législatives   | | Le Parti social-chrétien (chrétien-démocrate) conserve une majorité relative amoindrie à la Chambre des représentants, et obtient la majorité relative au Sénat. Pierre Harmel (PSC) devient premier ministre, à la tête d'un gouvernement de coalition qui demeure constitué du Parti social-chrétien et du Parti socialiste. |
| 30 mai            | Pologne         | Législatives   | La Pologne à cette date est un État à coalition unique. Le Front de l'unité nationale, dominé par les communistes, présente une liste unique de candidats, où le nombre de sièges revenant à chaque parti est décidé à l'avance. Les citoyens sont invités à approuver cette liste.                                                                    | Les candidats du Front sont approuvés officiellement par 98,8 % des votants. Le Parti ouvrier unifié (marxiste-léniniste) conserve sa majorité absolue des sièges, les autres étant attribués à des candidats sans étiquette ou à des partis qui lui sont subordonnés : le Parti paysan unifié (socialiste et agrarien) et le Parti démocratique (social-libéral). Józef Cyrankiewicz (POU) demeure premier ministre. |

### Juin
| Date   | Pays  | Élections    | Contexte | Résultats |
| ------ | ----- | ------------ | --- | --- |
| 9 juin | Ghana | Législatives | Le Ghana est devenu un État à parti unique en 1964. Le comité central du parti sélectionne un candidat par circonscription. En l'absence de toute opposition, les candidats sont déclarés élus sans que les citoyens ne soient invités à voter. C'eurent été les premières élections législatives depuis l'indépendance du pays en 1957, les précédentes ayant eu lieu en 1956. | Le Parti de la convention populaire (socialisme africain, panafricanisme) obtient automatiquement tous les sièges. En février 1966, toutefois, le président Kwame Nkrumah est renversé lors d'un coup d'État, le parti est interdit, et le multipartisme est restauré. |

### Juillet
| Date                  | Pays     | Élections    | Contexte | Résultats |
| --------------------- | -------- | ------------ | --- | --- |
| 23 juin au 12 juillet | Éthiopie | Législatives | Le droit de se porter candidat est conditionné au niveau de revenus. Aucun parti politique n'est autorisé. | Tous les députés sont élus sans étiquette. Aklilu Habte-Wold demeure premier ministre. |
| 18 juillet            | Laos     | Législatives | Seuls les policiers, les soldats, les fonctionnaires, les membres des administrations locales et les personnalités politiques ont le droit de vote. Le pays est en guerre civile, opposant le gouvernement du royaume à l'insurrection communiste Pathet Lao. | Parlement sans majorité. Le Bloc du sud (conservateur) obtient la majorité relative des sièges, devançant de peu le Parti neutraliste (appelant à la neutralité du pays dans le cadre de la Guerre froide). Le prince Souvanna Phouma (neutraliste) demeure premier ministre. |

### Août
| Date   | Pays       | Élections    | Contexte                                                              | Résultats |
| ------ | ---------- | ------------ | --------------------------------------------------------------------- | --- |
| 8 août | Madagascar | Législatives | Ces élections font suite à l'élection présidentielle du mois de mars. | Le Parti social-démocrate (centre-gauche), qui disposait de la majorité absolue au Parlement sortant, remporte cette fois la quasi-totalité des sièges. |

### Septembre
| Date               | Pays                 | Élections                      | Contexte | Résultats |
| ------------------ | -------------------- | ------------------------------ | --- | --- |
| 12 et 13 septembre | Norvège              | Législatives                   | | Parlement sans majorité. Alternance. Le Parti travailliste (gauche), au pouvoir, conserve sa majorité relative des sièges. Quatre partis d'opposition (conservateurs, libéraux, centristes et chrétiens-démocrates) parviennent toutefois à constituer ensemble une majorité gouvernementale. Per Borten (Parti du centre : agrarien) devient premier ministre d'un gouvernement de coalition. |
| 19 septembre       | Allemagne de l'Ouest | Législatives                   | | Parlement sans majorité. L'alliance CDU/CSU (conservateurs) conserve sa majorité relative des sièges. Elle maintient son gouvernement de coalition avec le Parti libéral-démocrate (libéraux, centre-droit). Ludwig Erhard demeure chancelier. |
| 30 septembre       | Niger                | Présidentielle                 | Le Niger à cette date est un État à parti unique. Première élection présidentielle après l'indépendance du pays en 1960. | Seul candidat autorisé, le président Hamani Diori (Parti progressiste) remporte mécaniquement l'élection avec 100 % des voix. Des élections législatives ont lieu en octobre. |
| 30 septembre       | Tanzanie             | Législatives et présidentielle | Ces élections font suite à l'unification du Tanganyika et de Zanzibar pour former la Tanzanie. Le pays à cette date est un État à deux partis uniques : un pour la partie continentale du pays (ex-Tanganyika), et un pour l'île de Zanzibar. La moitié des députés sont élus : le parti au pouvoir présente deux candidats dans chaque circonscription, et invite les citoyens à les départager. Les autres députés sont nommés : par le président de la République, par l'Assemblée elle-même, et par le Conseil révolutionnaire de Zanzibar, entre autres. L'élection présidentielle est un plébiscite : les citoyens sont appelés à approuver le candidat unique. | Les candidats de l'alliance de l' Union nationale africaine (socialisme africain, ujamaa) et du Parti Afro-Shirazi (marxiste-léniniste, spécifique à Zanzibar) sont approuvés officiellement par 98,9 % des votants. Julius Nyerere (UNA) remporte l'élection présidentielle avec 96,5 % de suffrages favorables.                                                                              |
| septembre          | Afghanistan          | Législatives                   | Les femmes ont le droit de vote pour la première fois. | Les partis politiques n'étant pas autorisés, tous les députés sont élus sans étiquette. Les courants représentés vont de l'extrême-gauche à l'extrême-droite (fondamentalisme islamiste). Mohammad Yusuf demeure initialement premier ministre, puis démissionne le 29 octobre sous la pression de manifestations étudiantes. Mohammad Hashim Maiwandwal lui succède.                          |

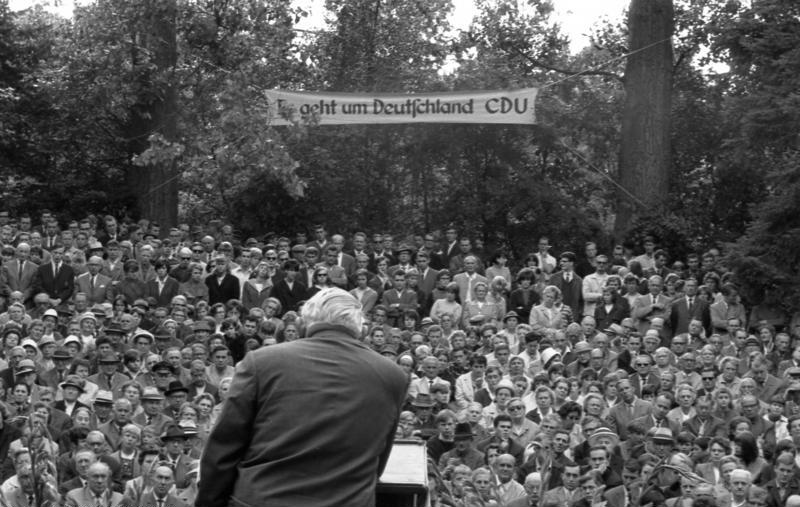
Le chancelier ouest-allemand Ludwig Erhard en campagne pour les élections législatives fédérales du mois de septembre.

### Octobre
| Date       | Pays        | Élections      | Contexte | Résultats |
| ---------- | ----------- | -------------- | --- | --- |
| 3 octobre  | Haute-Volta | Présidentielle | La Haute-Volta à cette date est un État à parti unique.                                                                   | Seul autorisé à se présenter, le président Maurice Yaméogo (Alliance pour la démocratie et la fédération : panafricaniste) remporte mécaniquement l'élection. Des élections législatives ont lieu en novembre.                                                                                                 |
| 10 octobre | Turquie     | Législatives   | | Alternance. Le Parti républicain du peuple (centre-gauche, laïc, kémaliste), au pouvoir, est devancé par le Parti de la justice (centre-droit, libéral, conservateur mais acceptant de nombreux principes kémalistes), qui remporte la majorité absolue des sièges. Süleyman Demirel devient premier ministre. |
| 21 octobre | Niger       | Législatives   | Le Niger à cette date est un État à parti unique. Ce scrutin fait suite à l'élection présidentielle du mois de septembre. | Seul autorisé à présenter des candidats, le Parti progressiste remporte mécaniquement tous les sièges. |

### Novembre
| Date        | Pays          | Élections                      | Contexte | Résultats |
| ----------- | ------------- | ------------------------------ | --- | --- |
| 2 novembre  | Israël        | Législatives                   | | Parlement sans majorité. L'alliance « Alignement » (centre-gauche à gauche) conserve la majorité relative des sièges. Levi Eshkol (Alignement) demeure premier ministre, prenant la tête d'un large gouvernement de coalition qui inclut notamment le Parti national religieux (centriste, sioniste), le Mapam (socialiste) et les Libéraux indépendants (centristes, laïcs, sociaux-libéraux).                                                                                          |
| 7 novembre  | Côte d'Ivoire | Législatives et présidentielle | La Côte d'Ivoire à cette date est un État à parti unique. | Les candidats du Parti démocratique (conservateur) conservent mécaniquement tous les sièges au Parlement, étant approuvés officiellement par 99,7 % des votants. Le président de la République Félix Houphouët-Boigny (Parti démocratique), unique candidat, est réélu avec un taux d'approbation de 99,98 %. |
| 7 novembre  | Haute-Volta   | Législatives                   | La Haute-Volta à cette date est un État à parti unique. Le scrutin fait suite à l'élection présidentielle du mois d'octobre. | Seul autorisé à présenter des candidats, le parti Alliance pour la démocratie et la fédération (panafricaniste) remporte mécaniquement tous les sièges. |
| 7 novembre  | Portugal      | Législatives                   | C'est la période du régime autoritaire de l’Estado Novo. Les candidats d'opposition sont autorisées, mais il ne leur est pas permis de faire campagne librement. La plupart des opposants au régime renoncent à se présenter. Une liste d'opposition sociale-démocrate présente des candidats dans certaines circonscriptions. | Le parti Union nationale (extrême-droite, fascisme clérical) conserve la totalité des sièges. António de Oliveira Salazar, au pouvoir depuis 1932, demeure premier ministre. |
| 8 novembre  | Canada        | Législatives                   | | Parlement sans majorité. Le Parti libéral (centre-gauche), au pouvoir, accroît sa majorité relative des sièges, parvenant presque à la majorité absolue. Lester Pearson (libéral) demeure premier ministre à la tête d'un gouvernement minoritaire. |
| 9 novembre  | Philippines   | Législatives et présidentielle | | Alternance. Le Parti libéral (social-libéral) remporte une majorité absolue des sièges à la Chambre des représentants, devançant le Parti nationaliste (droite) jusque-là majoritaire. Le Parti nationaliste conserve toutefois la moitié, exactement, des sièges au Sénat, avec un siège d'avance sur les libéraux. Le président libéral sortant, Diosdado Macapagal, est battu à l'élection présidentielle par le candidat nationaliste Ferdinand Marcos, qui obtient 51,9 % des voix. |
| 24 novembre | Gambie        | Référendum                     | Les citoyens sont invités à se prononcer pour ou contre l'instauration d'une république, et donc la fin de la monarchie partagée avec celle du Royaume-Uni. | 65,9 % des votants se prononcent en faveur d'une république. La proposition n'est toutefois pas adoptée, n'ayant pas été approuvée par les deux tiers des votants. |

### Décembre
| Date             | Pays   | Élections      | Contexte                                                                             | Résultats |
| ---------------- | ------ | -------------- | ------------------------------------------------------------------------------------ | --- |
| 5 et 19 décembre | France | Présidentielle | Première élection présidentielle au suffrage universel sous la Cinquième République. | Le président Charles de Gaulle (Union pour la nouvelle République : gaulliste, dirigiste, conservateur) est réélu au second tour avec 55,2 % des voix face à François Mitterrand (Fédération de la gauche démocrate et socialiste : alliance des partis de gauche et de centre-gauche non-communistes). |